# Alias the Doctor
Pour plus de détails, voir Fiche technique et Distribution.
Alias the Doctor est un film américain réalisé par Lloyd Bacon et Michael Curtiz en 1932. La musique est due à Sam Perry et Bernhard Kaun.

## Synopsis
Karl Brenner, travailleur acharné, et Stephan Brenner, son demi-frère paresseux, se rendent à Munich pour suivre des études de médecine. Karl travaille avec passion cependant que Stephan se révèle une fois de plus un mauvais élève. Par sa faute, un drame se produit. En effet, à la suite d'une opération illégale pratiquée par Stefan, Karl se laisse accuser et emprisonner à sa place. Quelques années plus tard, Stefan meurt, alcoolique tandis que Karl se fait une réputation sous son nom...

## Fiche technique
- Réalisation : Michael Curtiz, Lloyd Bacon (non crédité)
- Scénario : Emric Foeldes, Houston Branch, Charles Kenyon
- Musique originale : Bernhard Kaun, Sam Perry
- Photographie : Barney McGill
- Montage : Frank Magee, William Holmes
- Son : Charles David Forrest
- Genre : Drame
- Date de sortie : 26 mars 1932 (États-Unis)
- Durée : 61 minutes
- Pays : États-Unis

## Distribution
- Richard Barthelmess : Karl Brenner
- Marian Marsh : Lotti Brenner
- Norman Foster : Stephan Brenner
- Adrienne Dore : Anna
- Lucille La Verne : Martha Brenner
- Oscar Apfel : Keller
- John St. Polis : le docteur Niergardt
- George Rosener : le docteur von Bergman
- Harry Beresford (non crédité) : le docteur Schwarz